# 倫敦滑鐵盧車站
滑鐵盧站（英語：Waterloo station，/ˌwɔːtərˈluː/）是英國國鐵的倫敦車站群之一，位於蘭貝斯區的滑鐵盧地區、鄰近泰晤士河的南岸。此站又稱為「倫敦滑鐵盧」站（London Waterloo），並與同名倫敦地鐵車站連接，同時與東南主線的另一國鐵車站滑鐵盧東站相鄰。
滑鐵盧主線車站是全英國19個由英國國營鐵路公司管理的車站之一，而車站複合位於倫敦第1收費區。此站是西南主線的東端總站，並開行前往英國西南部城市如埃普索姆、沃金、吉爾福德、雷丁、貝辛斯托克、朴次茅斯、南安普頓、索爾茲伯里、伯恩茅斯、普爾、韋茅斯和埃克塞特的列車。此處第一個鐵路車站於1848年啟用，現時的結構自1922年開始使用。車站的勝利拱門是II級登錄建築。
在2015至2016年度期间，滑鐵盧站的乘客量接近1億，成為英國按乘客量最繁忙的鐵路車站。滑鐵盧站本身是歐洲第15繁忙、世界第91繁忙的鐵路車站。然而若算上國鐵轉乘、地鐵站與滑鐵盧東站，整個交通枢纽在2015/2016財政年度接待了2.11億名乘客（不包括地鐵內轉乘）。如此一来，滑铁卢站便成为歐洲最繁忙的交通樞紐。此外，此車站擁有英國最多月台和最大的面積（但距此站只有4英哩的克拉珀姆交匯列车停靠次数最多。）。
此站在1994年至2007年间一直是歐洲之星國際列車的倫敦總站，后欧洲之星的有关服务轉移至聖潘克拉斯國際車站。

## 歷史

### 以倫敦市為目標
1848年7月11日，倫敦及西南鐵路在現址開設「滑鐵盧橋站」（取名自鄰近泰晤士河的滑鐵盧橋），當日主線由九榆延伸通車。車站猶如沼澤地上的一系列拱門，由威廉·鐵特設計。然而此站無法成為貫通式車站，以開行列車前往倫敦市。1886年車站改名為較為大眾所認知的「滑鐵盧站」，該名稱甚至在車站更名前已經出現在部分倫敦及西南鐵路的時刻表上。

### 擴展

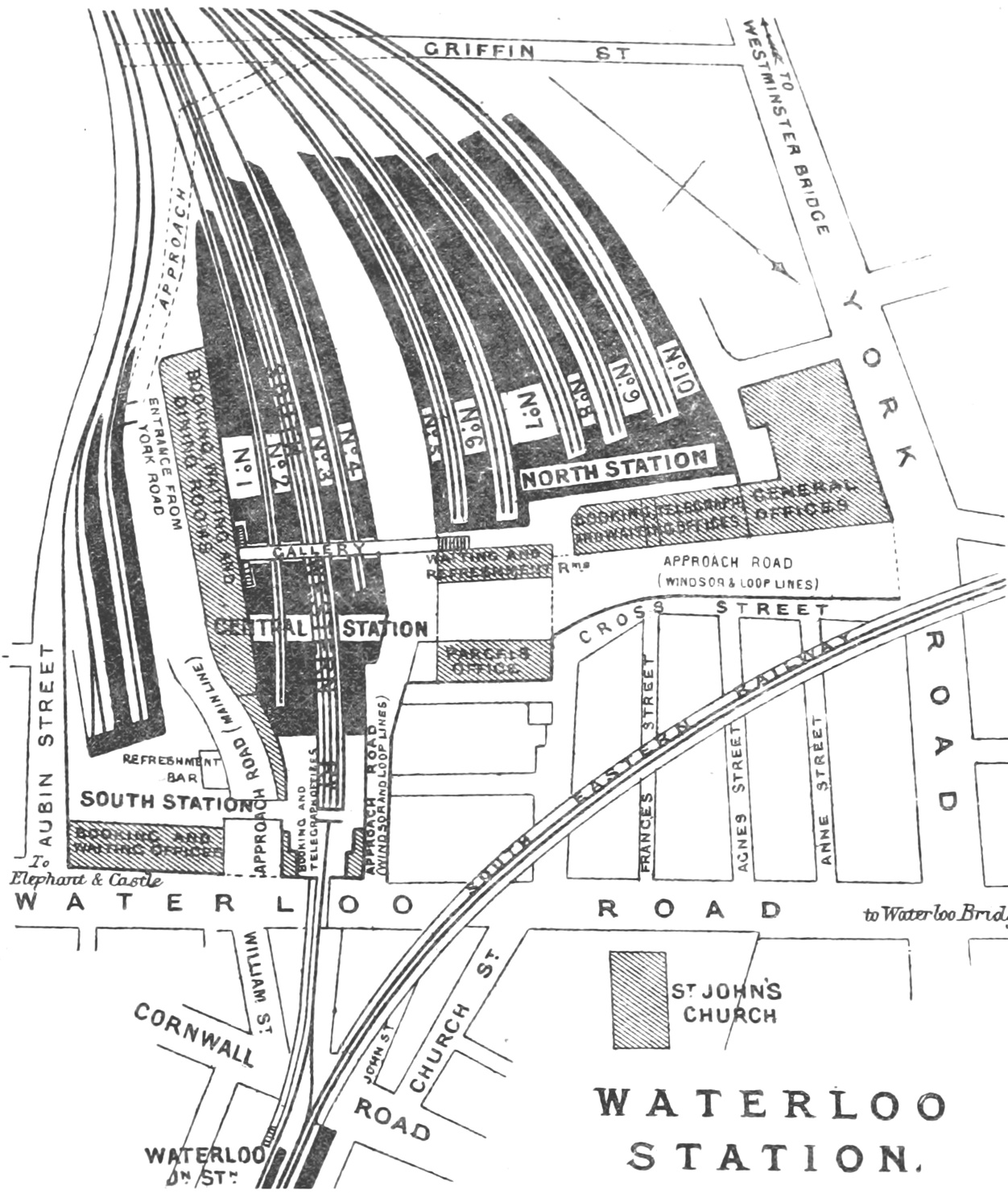
滑鐵盧站在1888年的計劃

倫敦及西南鐵路在19世紀的目標是將其主線鐵路東延至倫敦市，因此不愿在滑鐵盧興建一個專門的大型鐵路總站。然而随着交通和乘客量繼續增長，公司也定期擴建車站，分別在1854、1860、1869、1875、1878和1885年分別進行擴建。每一次的長遠計劃都視擴建為臨時的，直至滑鐵盧成為貫通式車站，因此這些擴建都只是在旁邊加建和在現在建築附近興建而不是整體建築計劃的一部分。
這導致車站出現越來越多問題。增建其他月台時，原初1848年的車站被認為是「中央車站」。新的月台還有自己的名稱：1878年加建的兩個近郊鐵路月台稱為「塞浦路斯車站」，而1885年興建的6個由溫莎線使用的月台則稱為「喀土穆車站」。這些站中站均設有自己的售票廳、的士站以及街道上的入口，以及前往車站其他部分的通道，但指示並非十分清楚。
到了1899年滑鐵盧站已經設有16個月台，但只有10個月台編號。這是因為月台位於車站的不同部分，或者不同樓層的月台造成號碼重覆導致。一條較少使用的鐵路線甚至跨過主大廳，通過車站大樓的拱廊，連接東南鐵路的較小型車站（現為滑鐵盧東站），軌道幾乎與滑鐵盧車站的軌道垂直。而乘客亦多被這種佈局混淆，並將這兩個相鄰的車站統稱為「滑鐵盧車站」。
1897年起旁邊設立了墓地公司車站。
這個複合造成的混淆成為19世紀末作家和音樂廳漫畫的笑話，包括傑羅姆·克拉普卡·傑羅姆的《三人同舟》（參見下面）。

### 重建

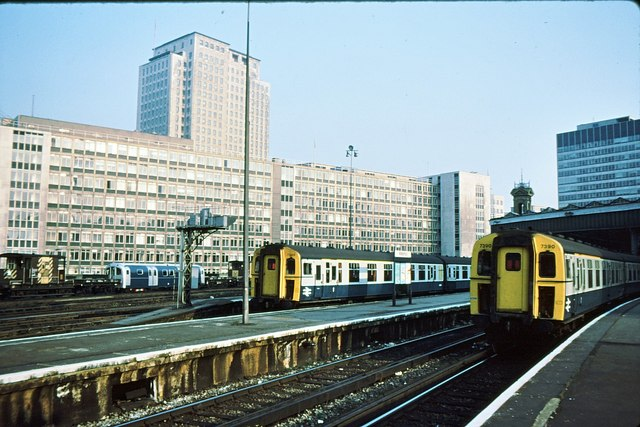
1979年一對英國鐵路421型電力動車組列車停靠滑鐵盧，其後方為英國鐵路487型電力動車組駕駛馬達車箱，停靠的位置最終由滑鐵盧國際車站使用

到了1890年代末，倫敦及西南鐵路承認主線鐵路無法直達倫敦市。於是在1898年，公司開設了滑鐵盧及城市鐵路，是一條地下鐵路，並直接來往滑鐵盧和倫敦市內，使用城市及南倫敦鐵路8年前使用的技術來興建。這令公司終於可以開辦直達倫敦市的鐵路服務（雖然需要在滑鐵盧車站的地面鐵路轉乘地下路線）。滑鐵盧自此確定繼續成為總站，卻連同舊站一同被公眾取笑，於是倫敦及西南鐵路決定將此站全面重建。
1899年發出了重建工程的法律許可，而地面工程和清除貧民窟的工作一直持續至1904年，總站的正式工程才開始。新車站分階段啟用，首五個新月台在1910年開放。工程師J·W·賈科姆-胡德和阿爾弗雷德·韋克斯·斯魯姆普爾負責設計屋頂和月台，而傑姆斯·羅伯·史科特則設計了辦公室範圍。第一次世界大戰期間工程斷續地進行，而新車站在1922年啟用，設有21個月台和長近800英呎的大堂。新站包括一個大型花窗玻璃窗，在主道路入口頂端顯示倫敦及西南鐵路公司的標誌。該標誌由腰線包圍，而腰線上刻有每個鐵路列車停靠的郡（腰線至今仍然存在）。這些特徵在設計時仍予以保留。不過，車站啟用之時，1921年鐵路法案已經通過，並對倫敦及西南鐵路表示獨立關注，也標誌着公司倒閉的開始。主要的行人入口勝利拱門（即5號出口），紀念兩次世界大戰期間逝世的公司職員。此勝利拱門亦由傑姆斯·羅伯·史科特設計。二戰期間對車站造成相當大的損壞，並需要大規模維修，但並無對車站配置進行明顯改動。
此外，滑鐵盧亦一度設有一條分支前往倫敦墓地公司專門設立的倫敦墓地車站，每日一班殯葬列車以每個棺材2/6的價錢送往布魯克伍德公墓。該站在二戰期間毀損。
滑鐵盧車站的擁有權與許多英國鐵路車站一樣轉交其他公司接手。在1923年重組後交由南方鐵路，之後在1948年國有化成為英國鐵路旗下車站。在英國鐵路下，此站屬於南部地區。在作為南部地區一部分期間，全國鐵路網絡進行許多電氣化工程，而英國鐵路最後一列蒸汽列車就是從滑鐵盧開出。車站的管理權屬於同樣隸屬英國鐵路的東南網絡。英國鐵路私有化後，擁有權和管理權在1994年4月交由Railtrack管理，但在2002年再轉交英國國營鐵路公司。

### 歐洲之星
滑鐵盧國際車站分配到20和21號月台的位置，由1994年11月起至2007年11月都是歐洲之星來往巴黎和布魯塞爾國際列車的倫敦總站。工程需要移除車站該側兩個拱門在帶着「南方鐵路」傳說的裝飾磚石。這些磚石在威廉·麥阿爾派恩爵士的霍利丘博物館重新竪立。威廉·麥阿爾派恩的公司負責興建滑鐵盧國際車站。滑鐵盧國際車站在1號高速鐵路通車、歐洲之星服務轉移至新的聖潘克拉斯車站後關閉，舊滑鐵盧國際車站的擁有權則交由BRB (Residuary) Ltd.管理。

## 意外事故
- 1913年10月25日，兩列乘客列車在滑鐵盧交匯處相撞，三人死亡[22]。
- 1960年6月3日，一列由兩个4COR（英语：British Rail Class 404）電力動車組緛成的空車衝越信號燈，並與一列開往多塞特郡韋茅斯（英语：Weymouth railway station）的蒸汽機車客車側面相撞，部分乘客受輕傷[23]。
- 1961年4月11日，一列電力動車組衝越信號燈並與一列蒸汽機車迎頭相撞，一死十五傷[24]。
- 2000年3月10日，由於車長的失誤，一列乘客列車與5號月台的空車相撞，導致35人受傷[25]。

## 車站設施
滑鐵盧的主要交通轉運站包括滑鐵盧車站、滑鐵盧東站、滑鐵盧地鐵站（包括開往銀行站的滑鐵盧及城市線，非正式地稱為「排水」（The Drain））以及幾個巴士站。車站大堂設有超過130個自動檢票口，另外下方的地鐵還有27個。
滑鐵盧車站與滑鐵盧東站設有高層行人道，跨過滑鐵盧路，使用過去鐵路的連接路廊修建。

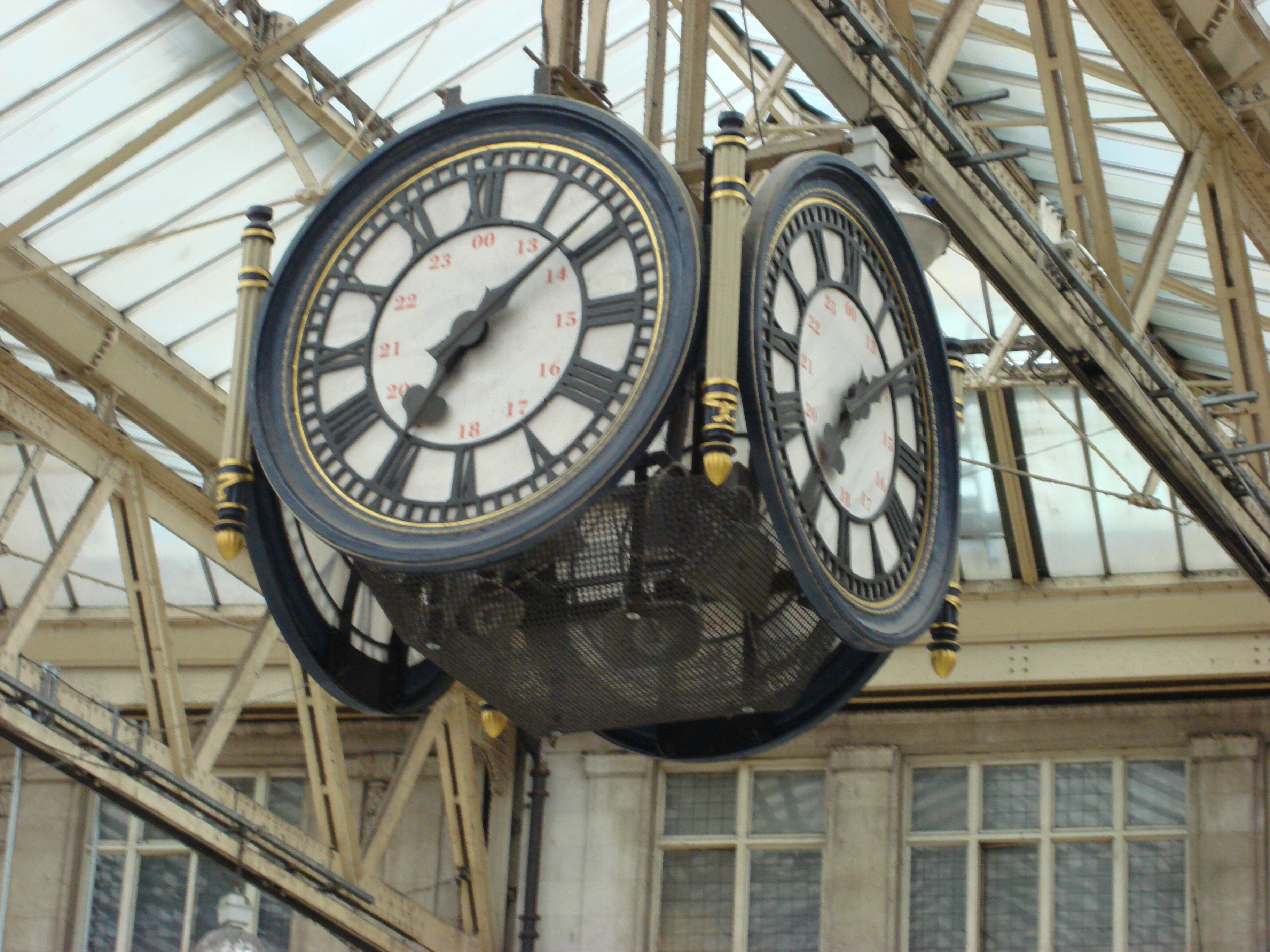
滑鐵盧車站時鐘

倫敦水上交通營運來往鄰近的倫敦眼碼頭和節日碼頭的渡輪服務。
主大堂的中央設有一個大型四面的時鐘，並成為傳統的會合地點。

### 零售陽台
英國國營鐵路公司在大堂的1樓興建了一個幾乎有全站長度的陽台。計劃的目的是希望提供18個新的零售空間和一個香檳酒吧，減少大堂的擁擠，以及增設來往滑鐵盧和滑鐵盧東行人道的扶手電梯以改善滑鐵盧東站的可達度。大堂的零售和餐飲店被拆除，以提供更多流動空間。1樓的辦公室改為額外的零售和餐飲空間。工程在2012年7月完工，耗資2500萬英鎊。

### 警察局
滑鐵盧在勝利拱門設有一個由來已久的英國交通警察分局，佔有3個單位的空間。雖然相對擠迫，但直至1990年代末有超過40個警員在此駐守。在滑鐵盧的歐洲之星總站關閉以後，警察局在2009年2月關閉，現鐵路車站的警政則改由距離滑鐵盧車站幾碼遠、位於福爾摩斯台的新「內倫敦警局」管轄。直至2010年7月，滑鐵盧的鄰里警察團包括1個督察、1個警官、2個警員、特別警員以及13個警察社區支援官。這個建制在滑鐵盧引入「鄰里樞紐團」以後大幅增加，也包括負責管理倫敦地鐵的警察駐守。

## 接駁交通
倫敦巴士1、4、26、59、68、76、77、139、168、171、172、176、188、211、243、341、381、507、521、RV1、X68路以及夜間路線N1、N68、N76、N171、N343、N381路经停此站。部分巴士停靠位於滑鐵盧路、車站側邊的巴士站，其他則在天尼森路，距離勝利拱門有一段短距離。這些巴士站取代過去在下層（滑鐵盧路）的舊巴士站，而現時該處已經成為零售店和前往地鐵的擴建後的入口。

## 服務

### 滑鐵盧主站

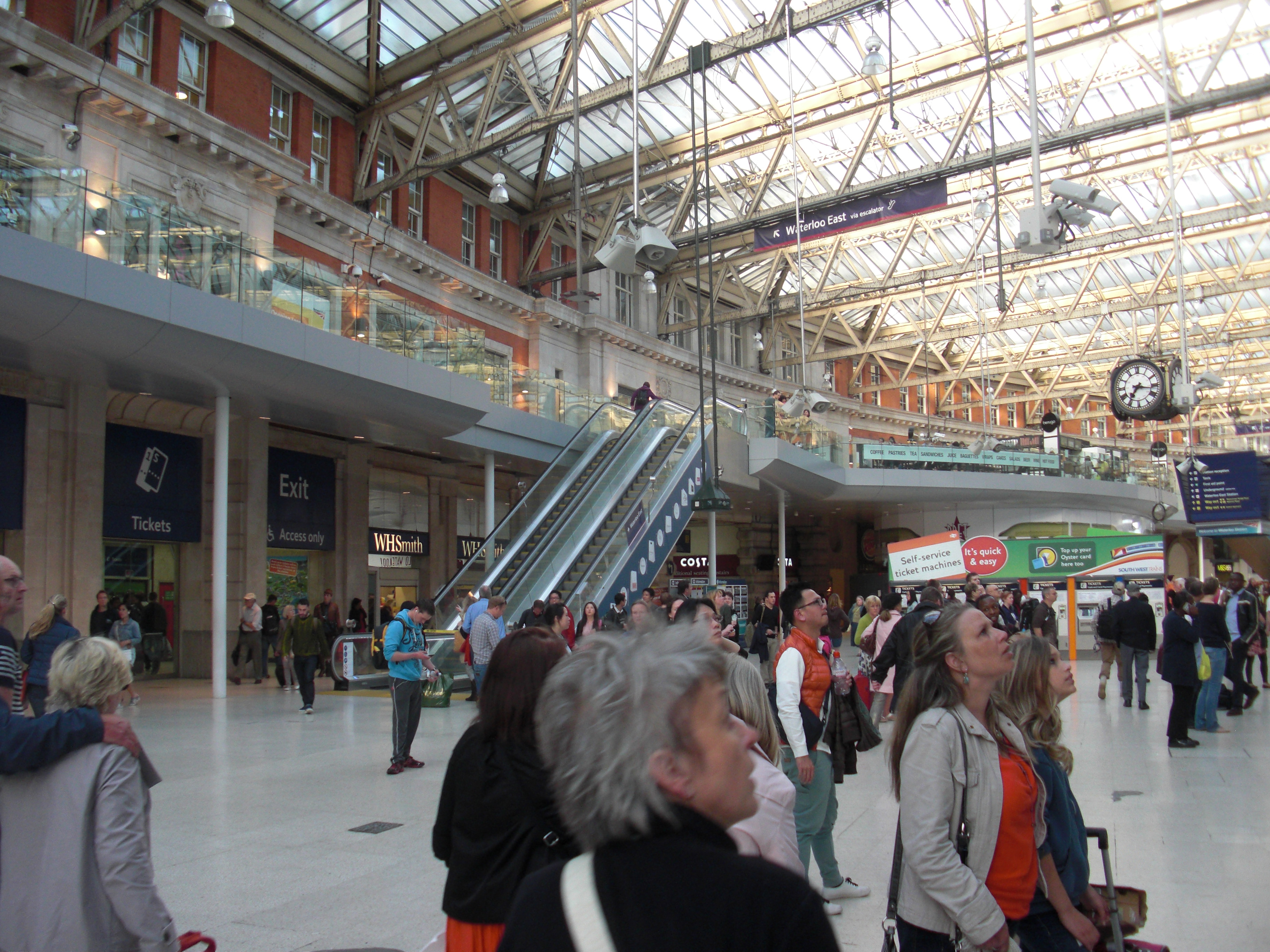
2013年6月滑鐵盧車站大堂，附設零售陽台

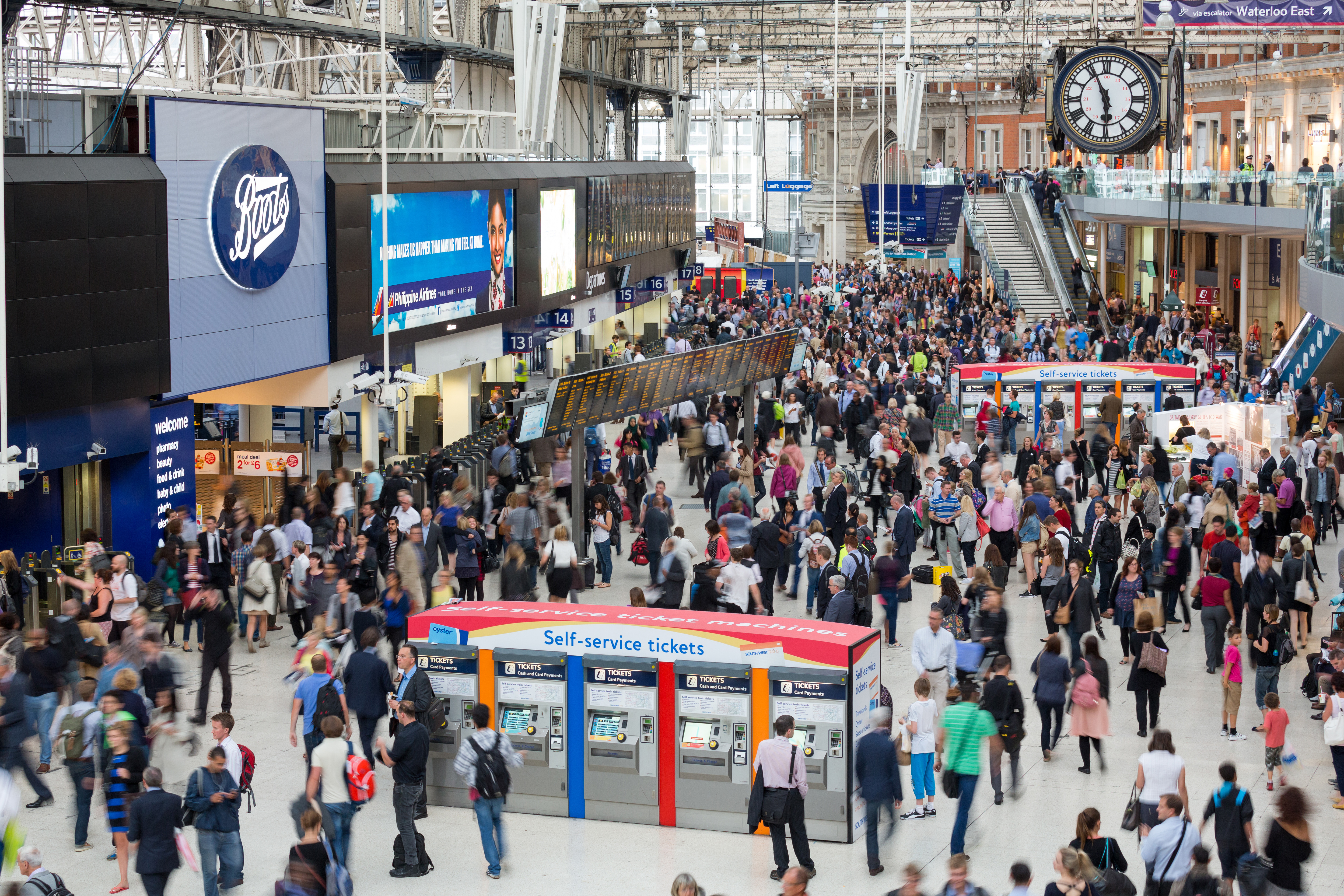
尖峰時段零售陽台向大堂西北側觀望的景觀

鐵路車站複合的主要部分又稱為「滑鐵盧主站」（Waterloo Main）或者直接稱為滑鐵盧。這是前往英國南海岸和英格蘭西南部列車的倫敦總站。滑鐵盧車站有22個總站月台使用中。過去的國際車站20號月台在2014年5月成為滑鐵盧主站的一部分，而21和22號月台則在同年10月加入滑鐵盧主站。車站由英國國營鐵路公司管理，而所有列車都是西南列車負責營運。

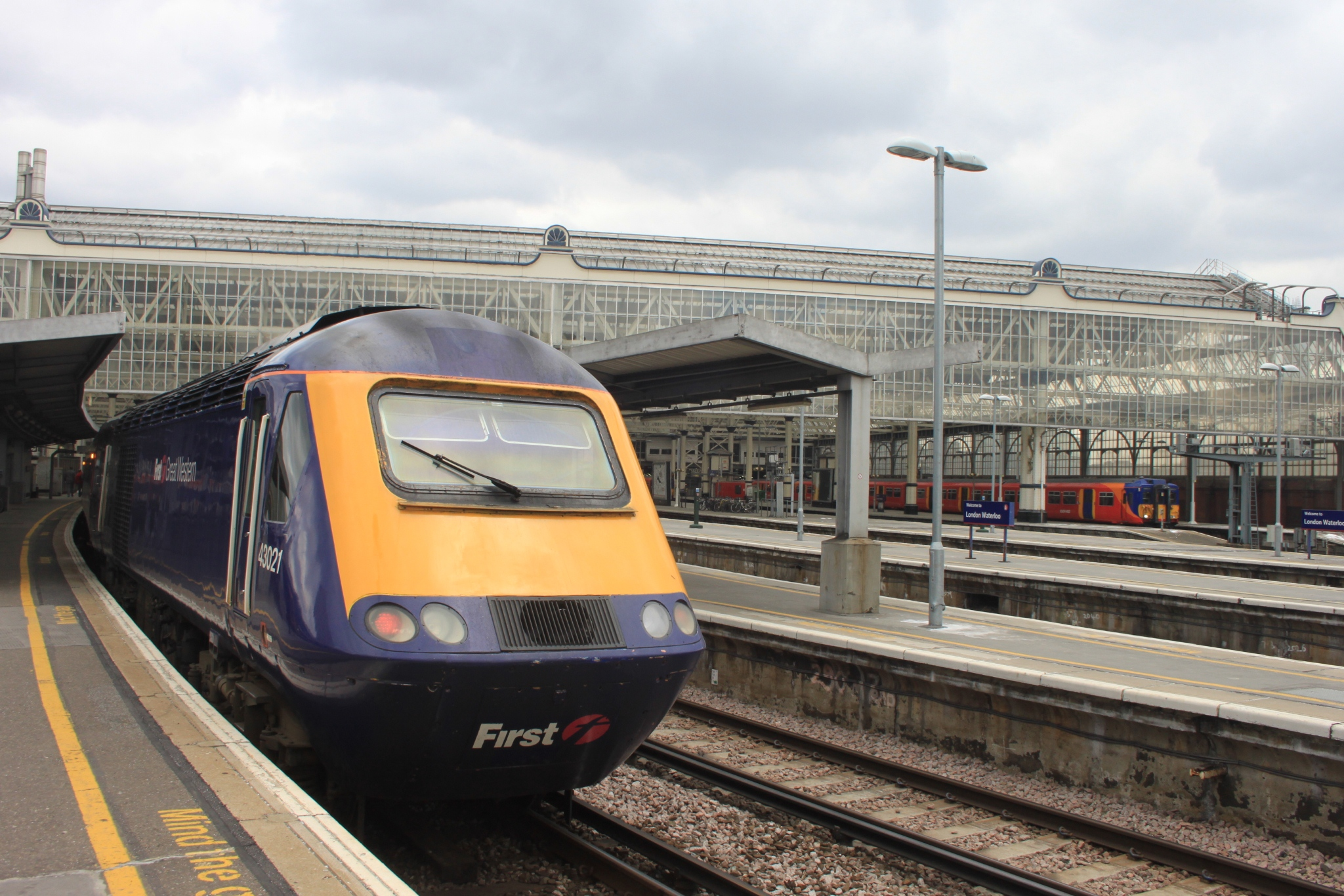
來往英國西部的第一大西部城際鐵路服務通常停靠帕丁頓車站。不過該站進行工程時，有時列車會改為開往滑鐵盧車站

### 滑鐵盧國際車站

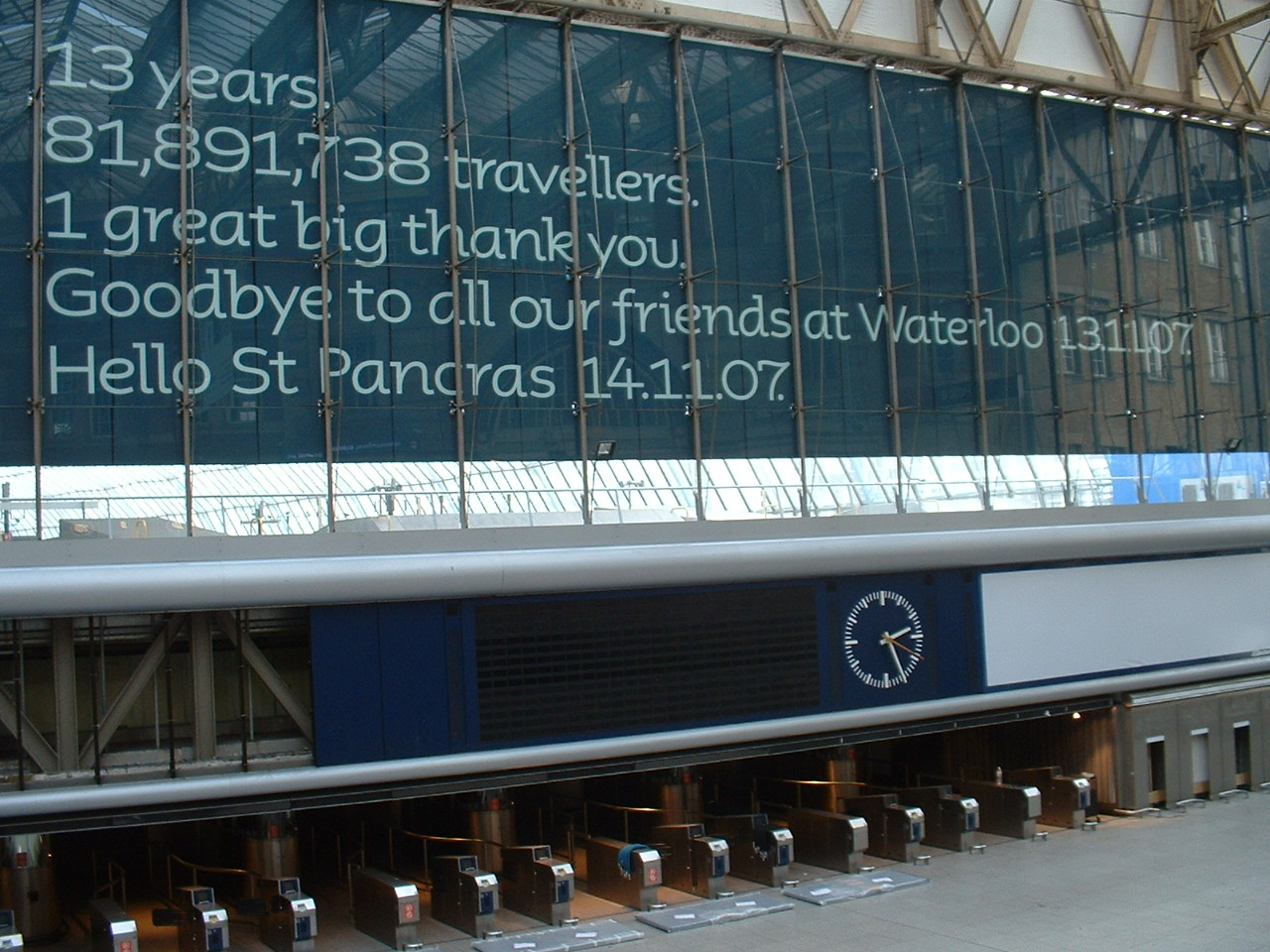
歐洲之星在過去的國際車站的告別信息，2007年12月在主大堂西側觀看

滑鐵盧國際車站由1994年起至2007年為止是歐洲之星國際列車的總站，而該年起歐洲之星轉移至聖潘克拉斯車站新的國際月台。滑鐵盧國際車站的5個月台編號為20至24號。

### 滑鐵盧東站

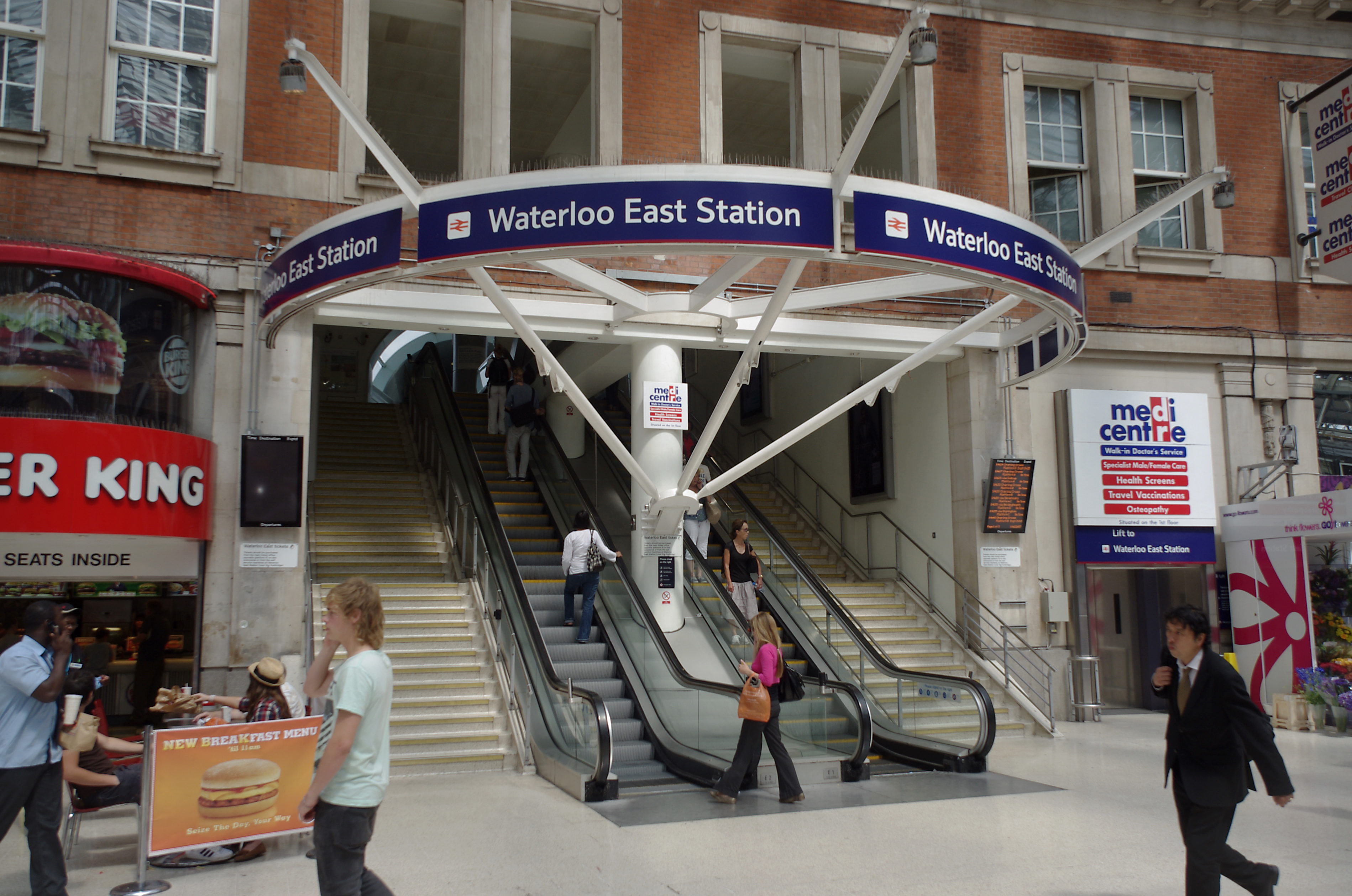
滑鐵盧前往滑鐵盧東的舊入口，併入零售陽台

與主線車站相鄰的貫通式車站是為「滑鐵盧東站」，是東南主線前往倫敦、抵達查令十字車站總站前的最後一站。滑鐵盧東站設有4個月台，月台編號按字母而非數字排序，以免兩站職員混淆。滑鐵盧東站與主線車站完全分開管理。停靠滑鐵盧東站列車將繼續開往倫敦東南、肯特郡以及部分東薩塞克斯郡。截至2008年所有定期鐵路服務都是由東南鐵路公司營運（南方鐵路受東南主線倫敦橋以西的容量限制而停止開往查令十字的列車）。

## 滑鐵盧地鐵站
滑鐵盧站設有貝克盧線、銀禧線、北線（查令十字支線）以及滑鐵盧及城市線服務。
滑鐵盧及城市線现在仅于工作日运营，主要服務在倫敦市金融城工作的通勤者。

## 未來

### 月台延長計劃
為了增加西南列車前往滑鐵盧的近郊鐵路載客量，一直有計劃將列車長度由8節增至10節。因此需要延長月台以停靠更長的列車，尤其是1至4號月台。技術上相當複雜，而且意味着需要重置大量的軌道的轉轍器。西南列車又指其需要連接至少3個已經停用的20至24號月台（參見下面）。至於進一步的計劃則視乎政府的決定，而西南列車指政府有決定前不會訂購更長的列車。2016年5月，西南列車宣佈自2017年8月起，1至4號月台將延長以容納新的10節英國鐵路707型電力動車組列車營運。但由於西南列車的專營權於2017年結束，所以這項工作現在由西南鐵路公司繼續進行。但由於有更便宜的列車，使用列車將會更改為英國鐵路701型電聯車，而707型便會租借給東南鐵路。

### 舊國際月台

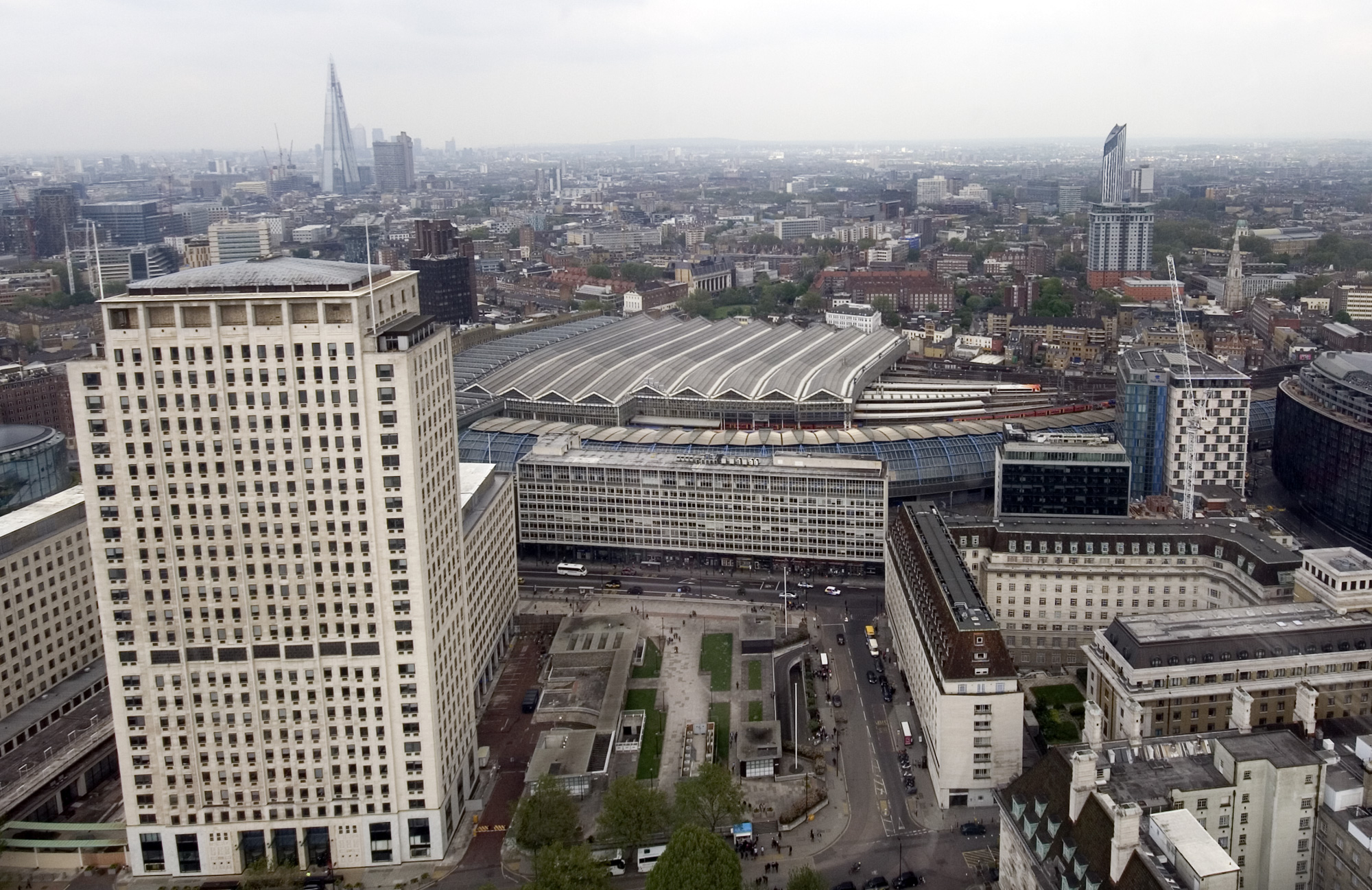
已停用Grimshaw Architects設計的舊滑鐵盧國際車站車棚較靠近，而老舊的車棚位於後方。前面為殼牌中心（左）和倫敦郡會堂（右）

自從滑鐵盧將歐洲之星服務轉移至聖潘克拉斯車站以後，滑鐵盧國際車站的舊歐洲之星月台20至24號月台再未有使用。由於滑鐵盧車站受到嚴重容量問題影響，因此出現了將舊國際車站改為本地使用的計劃。2008年12月開始進行20號月台改建提供西南列車近郊鐵路服務的準備工程，包括拆除一些設備，如海關控制設施等，估計花費5萬至10萬英鎊。然而將餘下的月台繼續改建的計劃卻因將進一步改變車站結構而延誤。
計劃因延誤完工日期而備受批評。2009年英國運輸部確認英國國營鐵路公司將在車站發展「高端輸出規範」，並預計月台將在關閉7年後的2014年重開。在資訊自由的要求下，當局指直至2010年末維護停用月台的費用為410萬英鎊。
2011年12月，西南列車確認20號月台將在2014年重開，服務來往雷丁、溫莎、斯坦斯和豪恩斯洛的列車。這些地區將使用10節西南列車翻新的列車以及舊蓋特威克快線列車。20號月台在2014年5月重開，並可途經19號月台前往，而21和22號月台則在2014年10月跨過舊歐洲之星入口前往月台的樓梯完工後啟用。
2010年7月4日至2011年1月2日期間，兩個停用月台舉辦了戲劇表演《鐵路兒童》，由E·內斯比特主導。觀眾則坐在實際鐵路軌道的兩邊。戲劇包括使用蒸汽機車與其中一節由1970年代電影的原初客車重聯（由柴油機車推進）。此表演曾在約克大英鐵路博物館舉辦兩場夏季表演後大受好評，因而移師倫敦舉行。

### 希斯洛機場連線
滑鐵盧車站本來預計成為計劃中希斯羅機場軌道鐵路服務的中央倫敦總站。這項計劃由希思羅機場控股公司（BAA）推廣，設想興建一條支線由史坦斯途經滑鐵盧－雷丁線前往希斯羅機場，建立由機場直達滑鐵盧、沃金和吉爾福德的鐵路服務。機場軌道當初預計在2015年啟用，但在2011年間機場控股公司已經放棄計劃。然而在2011年10月，旺茲沃思議會重新計劃稱為Airtrack-Lite，提供由滑鐵盧前往希斯羅的列車，並途經同一條由史坦斯前往希斯羅的支線，然而將使用改道或分支現有的服務，以確保通過平交道的列車不會過多。BAA的早期計劃將開行許多列車通過平交道，觸發爭議，居民關注平交道將因列車過多而長期關閉，汽車和行人無法通行。

### 3號橫貫鐵路
3號橫貫鐵路，由前倫敦市長肯·利文斯通和鮑里斯·約翰遜支持的一項計劃，包括興建一條全長4公里、連接尤斯頓車站和滑鐵盧的地下段隧道，將西岸主線走廊以及往南的鐵路服務連接起來。然而，3號橫貫鐵路是非正式的計劃，而且不在橫貫倫敦鐵路連接有限公司的寬免內（亦不如2號橫貫鐵路般保障）。

### 南橫貫鐵路計劃
2016年4月末有一項私人計劃以恢復倫敦橋至滑鐵盧的鐵路連接。

## 大眾文化
車站取名自鄰近的滑鐵盧橋，其名又取自滑鐵盧戰役，該橋通車時剛好是戰爭的兩週年。
1990年代滑鐵盧車站當選為歐洲之星列車服務的英國總站後，巴黎一名市政諮詢弗洛朗·隆格皮（Florent Longuepée）向英國首相致函要求車站更名，稱乘搭歐洲之星抵達倫敦時提供滑鐵盧將鈎起法國人拿破崙被擊敗的回憶而感到不滿。巴黎也有對應的車站名稱：奧斯特里茨車站以奧斯特里茨戰役命名，是拿破崙最重要的勝利之一（對俄羅斯和奧地利的勝利）。

### 書籍
在1889年傑羅姆·克拉普卡·傑羅姆的小說《三人同舟》，主角在車站花費了相當時間企圖找到開往泰晤士河畔金斯頓的列車。他們和各個鐵路職員談過，卻各自給出互相矛盾的資訊後，他們最終賄賂列車車長將列車開到他們的目的地。
在1889年羅伯特·路易斯·史蒂文森以及萊德·奧斯本的小說《錯誤之盒》內，大部分滑稽的設定都圍繞着兩個誤送至滑鐵盧車站的盒子，以及主角嘗試取回盒子的諸多故事。
在1897年H·G·威爾斯的科幻小說《星際戰爭》，出現了甚少使用而且消失許久、連接車站大堂前往滑鐵盧東站的軌道。

### 電影
- 車站是約翰·施萊辛格在1961年紀錄片《總站（英语：Terminus (1961 film)）》的主題[64]。
- 1970年英國交通電影《尖峰時刻》包括若干在車站的場景。
- 波里活電影《夏夜狂舞》（2007年）主要都在滑鐵盧車站進行拍攝，故事設定為兩個人等待乘客抵達車站。

### 藝術

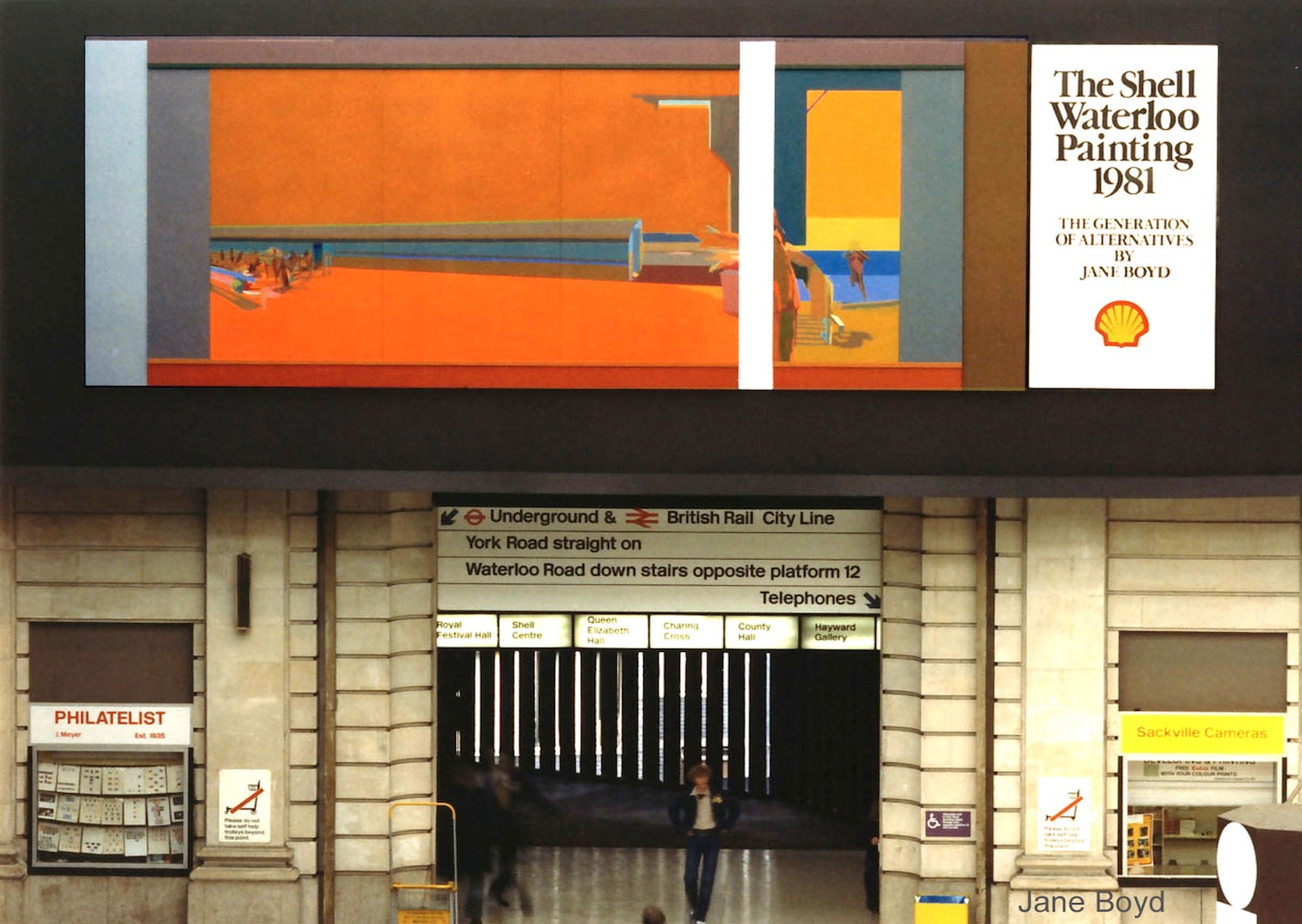
1981年蜆殻滑鐵盧的繪畫：「替代的世代」（The Generation of Alternatives），由Jane Boyd製作

車站兩個最著名的圖片是兩張南方鐵路海報「滑鐵盧車站－戰爭」（Waterloo Station – War）以及「滑鐵盧車站－和平」（Waterloo Station – Peace），由海倫·麥基在車站1948年百週年紀念時繪製。兩張圖片顯示數百個繁忙的乘客，站在相當的位置和做着相同的動作，但改變了衣服和角色。這些預備草圖在1939年至1942年間繪製。
1981年，英國蜆殻委託在蜆殻出口上方海報位置展示藝術品，該位置是由蜆殻的最主要對手埃克森獲得。巨型帆布長26英呎高10英呎。受託繪製壁畫的藝術家是簡·博伊特，是一名坎伯韋爾藝術學院的畢業生。藝術品標題為「替代的世代」，由大衛·簡塔文、約翰·皮伯和基利恩·艾雷斯等一系列的藝術家評審選定，並在執行時期進行檢視，並由每日通過滑鐵盧車站的25萬人觀看6個月，包括通過所謂蜆殻出口前往殼牌中心和殼牌麥斯大樓的英國蜆殻職員。委員會組織約翰·科利爾指，計劃的其中一個重要元素是「繪畫在滑鐵盧通勤者眼前創作時他們的喜悅和興趣。獲得了我們希望引起興趣和娛樂的位置。而放置於乘客頭頂上方的壁畫似乎很適合。」。安裝期間英國廣播公司Nationwide對藝術家和車站旁觀者進行了訪問。

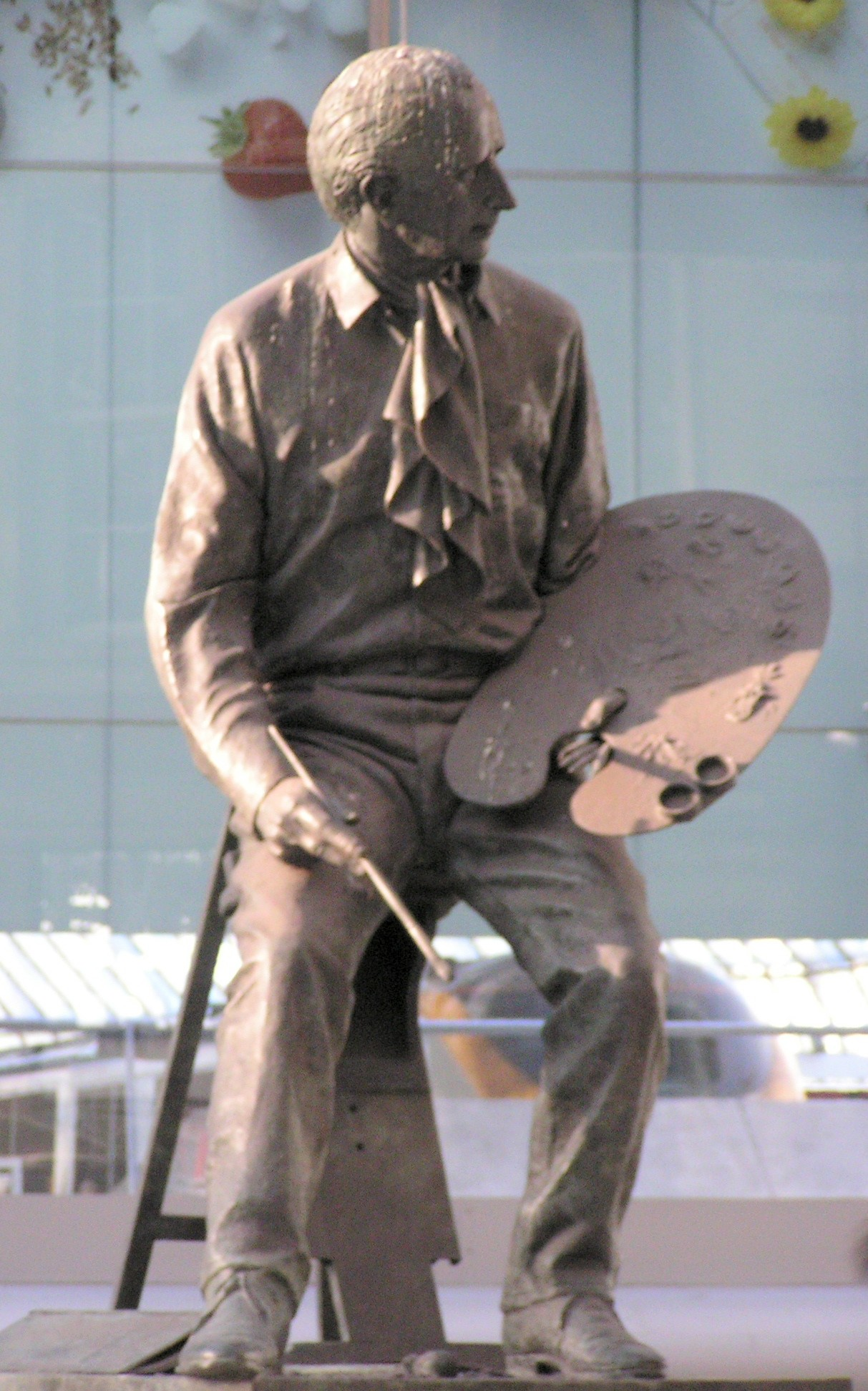
特倫斯·庫尼奧在滑鐵盧的銅像，由菲利普·傑克遜製作

其他車站內著名的繪畫包括巨型1967年特倫斯·庫尼奧的作品，成為大英鐵路博物館的收藏品。2004年大堂放置了他的銅像，由菲利普·傑克遜進行雕刻。

### 音樂
- 滑鐵盧車站和滑鐵盧地鐵站是奇想樂團的歌曲《滑鐵盧的日落（英语：Waterloo Sunset）》的設定[71]，於1967年錄製。歌詞描述兩個人（Terry和Julie）在滑鐵盧車站會面和跨過泰晤士河。

## 圖片

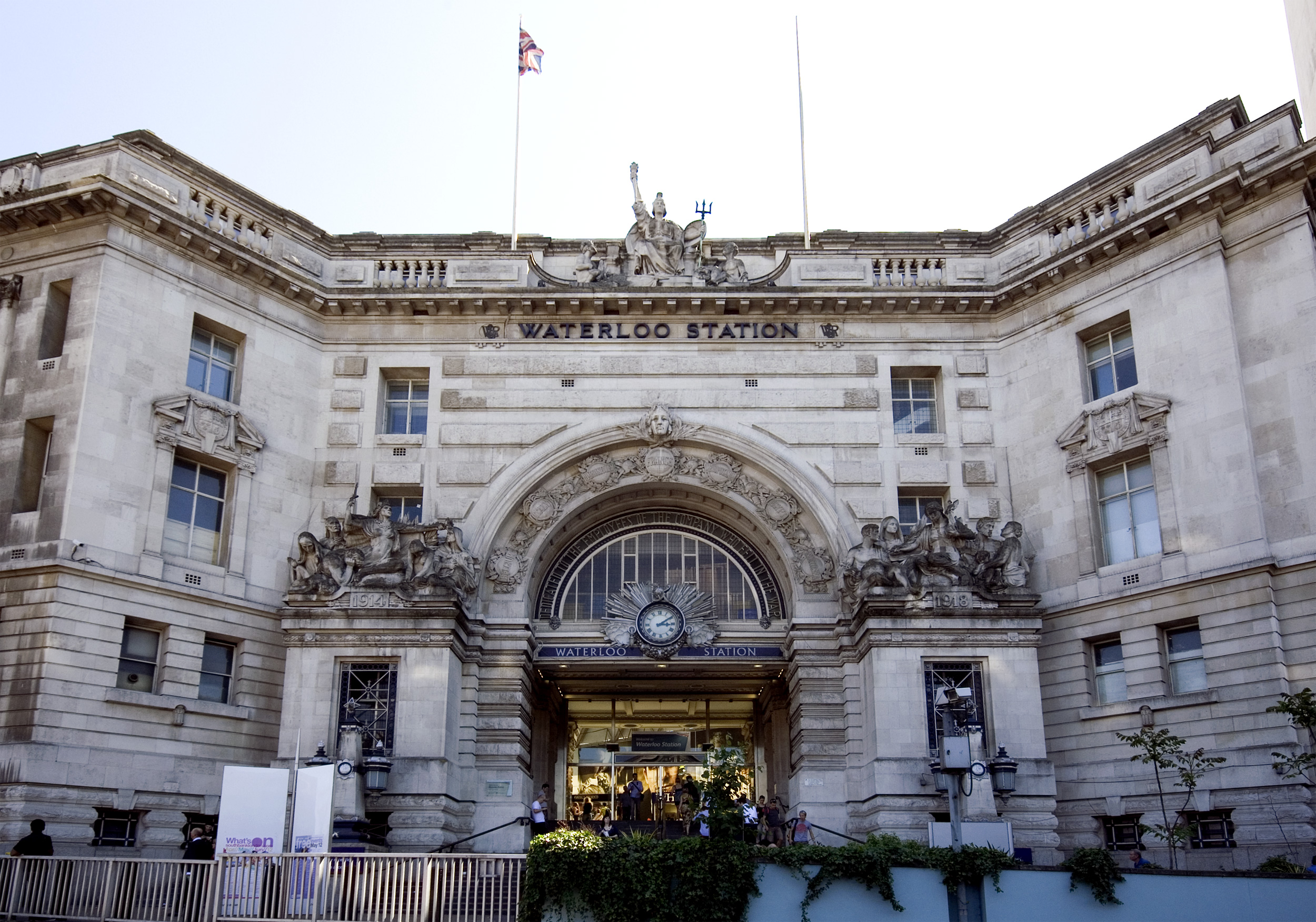
勝利拱門，車站的主入口
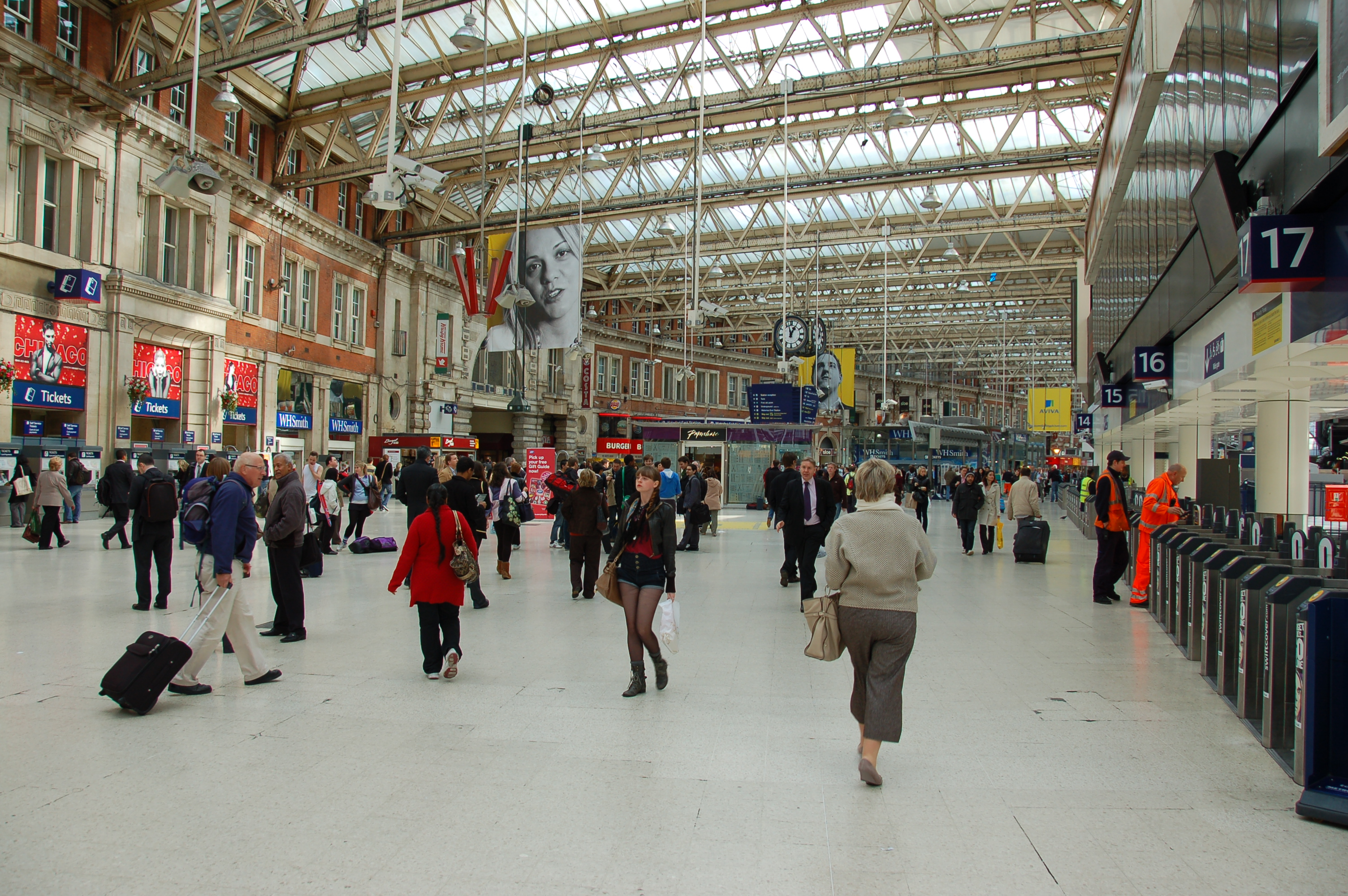
2010年10月滑鐵盧車站大堂，興建零售陽台前
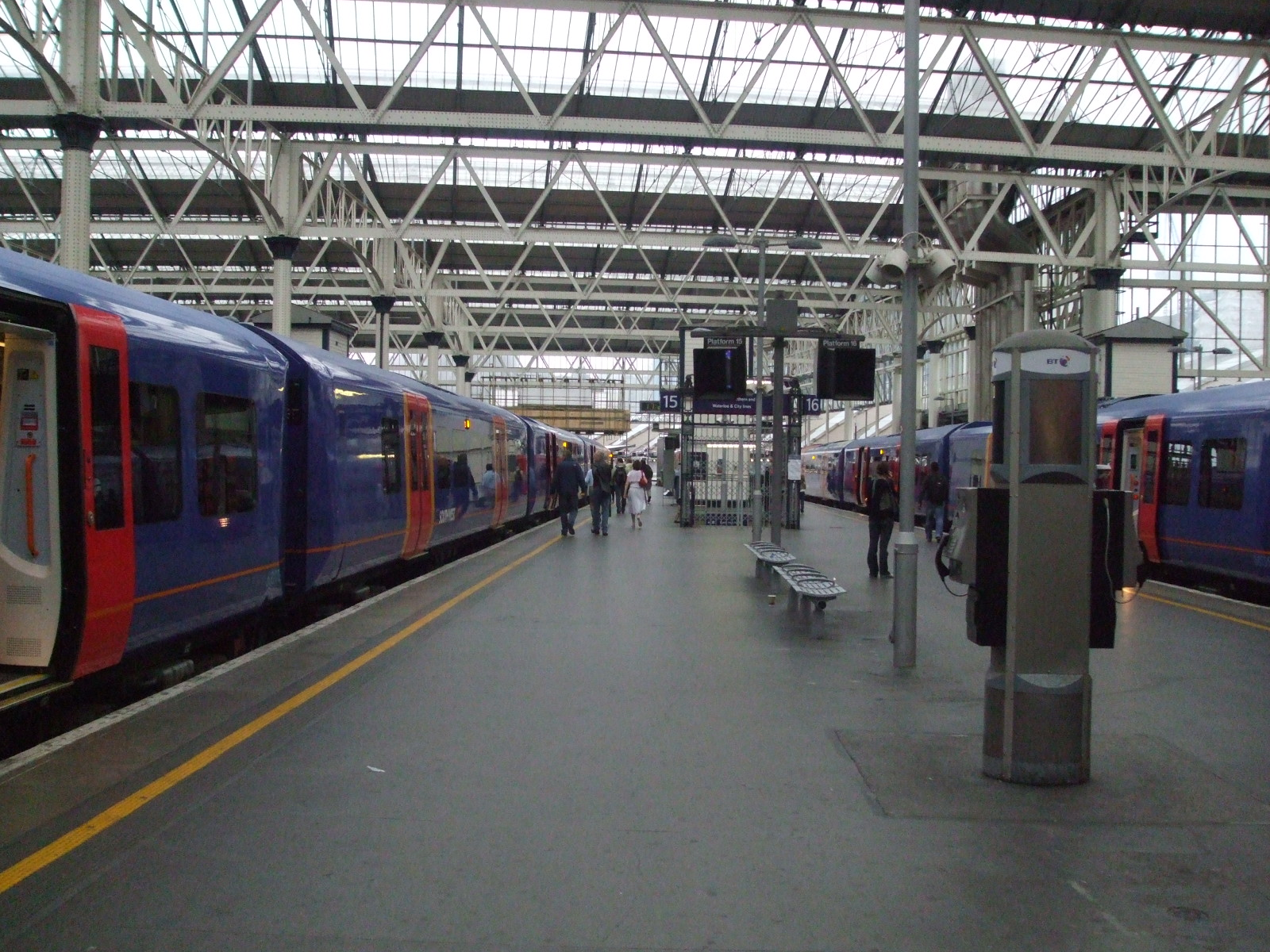
15和16號月台向西望
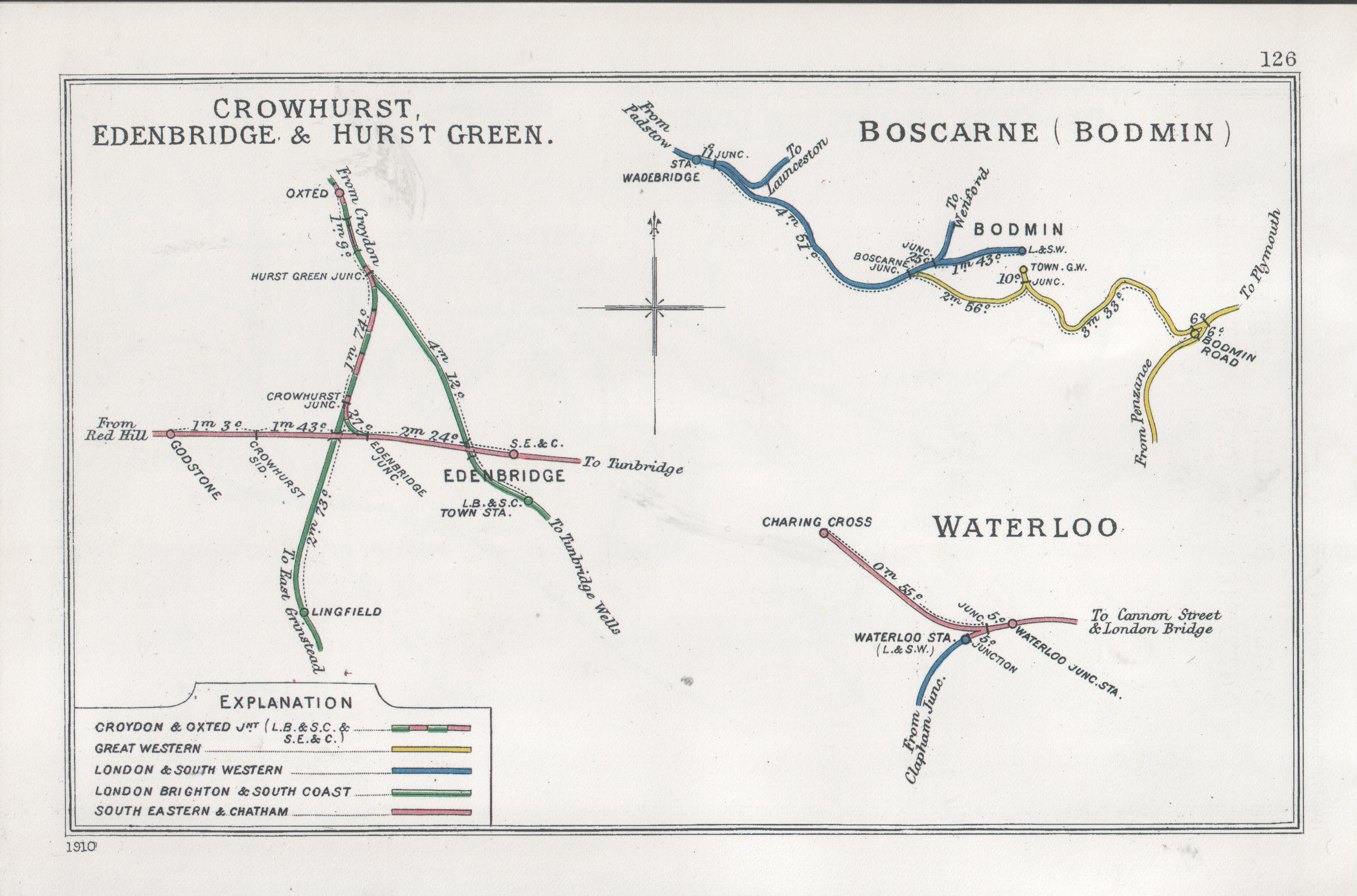
一張1910年鐵路清理屋（英语：Railway Clearing House）在滑鐵盧附近路線的地圖。注意滑鐵盧和滑鐵盧東的連接線
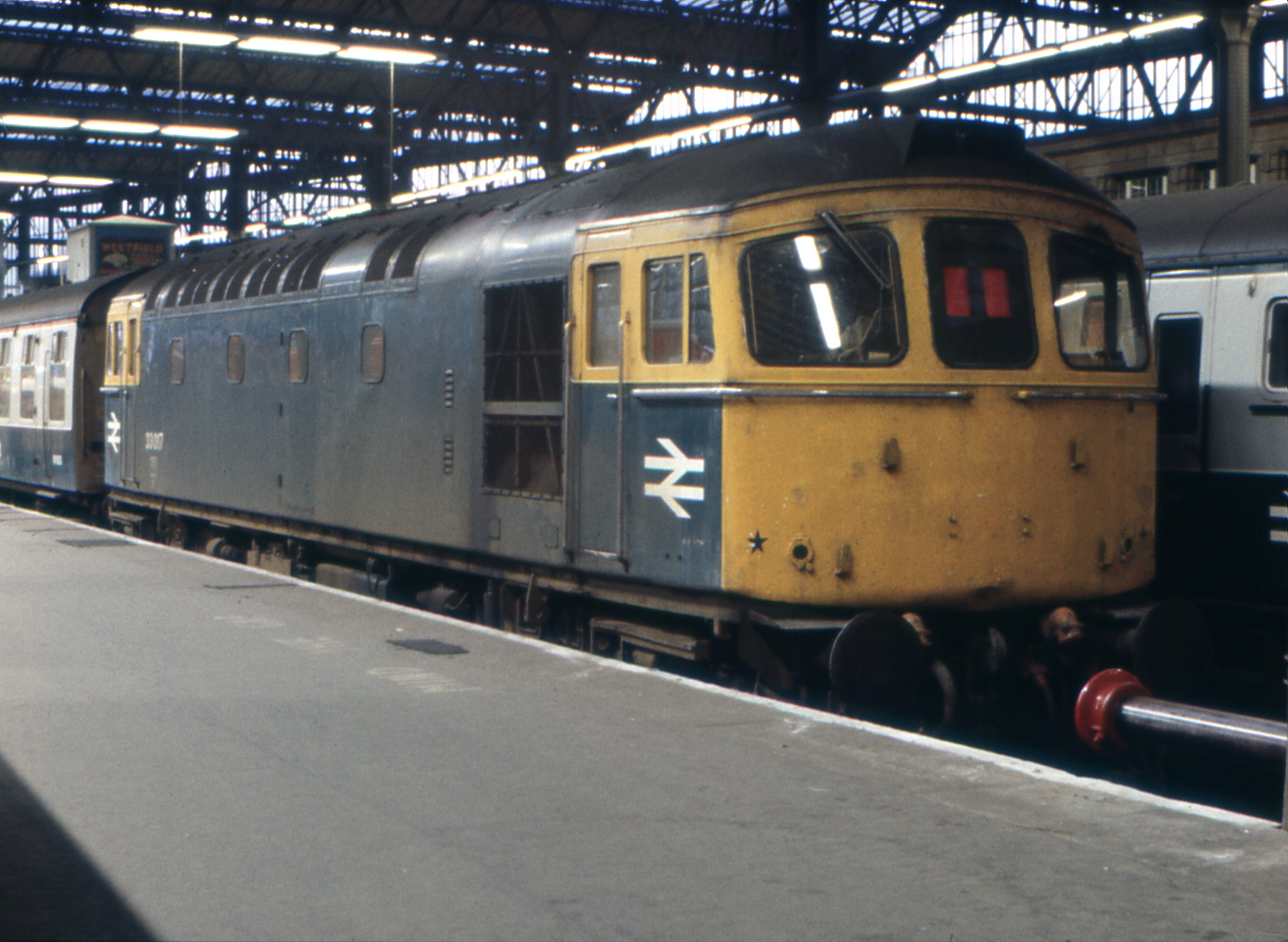
一列停靠滑鐵盧的33型（英语：British Rail Class 33）機車在1978年開行前往埃克塞特聖戴維斯站，由英國鐵路運行

## 延伸閱讀
- Fareham, J., 2013. The History of Waterloo Station, Bretwalda Books.  ISBN 1909099724

## 外部連結
- 英國國營鐵路公司有關滑鐵盧的車站資訊 （页面存档备份，存于）
- 滑鐵盧圖片畫廊 （页面存档备份，存于），Flickr上
- 倫敦交通博物館照片擷取
  - 1925年滑鐵盧地鐵站貝克盧線車站入口
  - 1964年滑鐵盧地鐵站大樓重建後
  - 1925年滑鐵盧車站
- 滑鐵盧車站中央電話查詢局歷史 （页面存档备份，存于）
- 1937年新信號箱（電氣化後）、文章和圖片 （页面存档备份，存于）
- 設於滑鐵盧的驗票口 （页面存档备份，存于）